# Bentem Culubali
Bentem Culubali (Bissau, 25 de agosto de 1977) é um técnico e ex-futebolista guineense que atuava como atacante.  Atualmente, é o técnico auxiliar do João Na Tchigna no Sport Bissau e Benfica.

## Carreira como jogador
Início
Foi em Bissau, onde começou a dar os primeiros chutes na bola de meia, tendo como referências os jogadores como Ciro, um dos melhores jogadores de sempre da Guiné-Bissau, Armando Miranda Manhissa e demais futebolistas que marcaram o passado do nosso futebol. A outra referência para Bentem é Diego Armando Maradona.

Clubes e Seleção Nacional
Representou a equipa de Prábis, jogou também na equipa de Benfica, Sporting de Bissau, Bafatá, Nuno Tristão Futebol Clube de Bula e Futebol Clube de Mavegro. Foi internacional por três ocasiões e marcou apenas um golo, num encontro com a seleção senegalesa. Culubali despediu-se oficialmente do futebol no dia em que o Sport Bissau e Benfica sagrou-se campeão nacional da “Guines-Liga” 2014/2015.

## Carreira como técnico
Bentem foi adjunto treinador da equipa principal do Sport Bissau e Benfica e coordenador de camadas iniciais até juvenis da formação das águias de Bissau. Foi treinador do Clube Futebol Os Balantas.